# Peter Fischli & David Weiss
Peter Fischli i David Weiss van ser una parella d'artistes contemporanis suïssos que van treballar plegats des del 1979 fins al 2011, quan David Weiss va morir. Peter Fischli va néixer el 8 de juny del 1952 a Zúric i David Weiss, el 21 de juny del 1946, a la mateixa ciutat. Weiss va morir el 2012 a causa d'un càncer, als 66 anys. Junts, treballaven amb una mirada curiosa, la quotidianitat i la seva banalitat.
Fischli va cursar estudis d'art a l'Accademia di Belle Arti d'Urbino (1975-1976) i va continuar la seva formació a l'Accademia di Belle Arti de Bolonya (1976-1977). El 1979 va iniciar la seva col·laboració amb David Weiss. Weiss va iniciar la seva carrera artística a la Kunstgewerbeschule Zürich (Escola de Belles Arts de Zuric) el 1963 i del 1964 al 1965 va continuar a la Kunstgewerbeschule Basel on va estudiar pintura. En aquest període Weiss va treballar a Basilea sota la direcció d'Alfred Gruber.

## Obra
A través de les seves instal·lacions de vídeo, escultures i fotografies elaboren un llenguatge plàstic i conceptual molt variat que sedueix tant pel seu esperit com pel seu caire enigmàtic. Observadors del món que els envolta, col·leccionen objectes i impressions, transformant-los per proposar una visió alternativa de la realitat. Posen a prova i en qüestió els rols d'espectador i artista. Cap material és exclòs de la seva invenció i menys en presencia d'una càmera.
Els seus esforços per distanciar-se de la realitat constitueixen una característica remarcable de la seva producció. Obren una perspectiva nova: mirar amb atenció, observar i després tancar els ulls per a la pregunta: On es troben exactament la bellesa i la bondat?. L'ús exclusiu de la visió i l'observació com a mitjà per captar l'obra es troba, a més, tant dins la realitat com l'irracional. La investigació humorística, eufemisme desarmant, improvisació hàbil i els materials igualment improvisats són utilitzats de mitjancer a través del qual les grans preguntes s'escriuen en minúscules.
La seva obra conté sempre un esperit bromista que cobreix la part més seriosa. La voluntat dels artistes és que es tinguin en compte ambdues per igual, malgrat ser conscients que sovint l'observació de l'espectador acaba a la broma i no arriba mai a la reflexió més profunda.
«Sabíem que a la gent li agradava la nostra obra, però al mateix temps sospitàvem que no se la prenia seriosament»– Peter Fischli.
La seva primera col·laboració serà la Wurstserie ('Sèrie de salsitxes', 1979). Aquesta col·laboració, en un principi, havia de ser momentània i provisional però poc després van començar a pensar en una pel·lícula i així van seguir la seva obra conjuntament. Aquesta serà Der geringste Widerstand ('La mínima resistència',1980-1981), un film protagonitzat pels mateixos artistes disfressats de rata i os panda. Els dos personatges passegen per ciutats, galeries, espais naturals, etc. mentre es discuteixen sobre minúcies i filosofen en un alemany greu. Com totes les obres d'aquesta parella d'artistes, el film funciona a diversos nivells. La rata i l'os són oposats: repugnant i adorable, comú i en perill, supervivent i en extinció... Aquests dos personatges sovint són considerats l'alter ego dels artistes. Amb la rata i l'os poden mostrar el diàleg com a concepte i de gran importància entre ells dos. L'os i la rata protagonitzaran altres films com Der rechte Weg ('El bon camí', 1983).
La col·laboració dels artistes es consolidarà quan una galeria de Zúric els proposa substituir un artista que havia abandonat una exposició ja programada. Amb sis setmanes hauran d'idear i dur a terme l'obra. Decidiran representar en figuretes de fang el coneixement i la història del món tal com ells l'entenien i l'imaginaven. El resultat van ser unes 250 peces de fang gris sense coure, petites i cadascuna donant forma a alguna idea, fet històric o fet imaginari. A aquest conjunt, afegiran més tard més de 600 peces noves. La sèrie s'anomenarà Plötzlich diese Übersicht ('De sobte aquesta vista general', 1981).
El 1984 construiran, a partir d'objectes quotidians, estructures precàriament equilibrades. Són peces que juguen amb l‘escultura cubista i la fotografia formalista de principis de segle xx. Formant part d'una sèrie anomenada Stiller Nachmittag ('Tarda Tranquil·la', 1984-1985) els objectes es relacionen per la presència ineludible de la gravetat i de títols que oscil·len entre la bogeria i la al·legoria burleta aparentment seriosa. Aquesta sèrie els durà a la que és considerada com la seva obra mestra: Der Lauf der Dinge ('Com funcionen les coses', 1986-1987) una pel·lícula que mostra un seguit de reaccions en cadena seguint l'estil de màquina de Rube-Goldberg.
Cap a principis dels anys 90, els artistes començaran a construir rèpliques escultòriques realistes d'objectes mundans (tot allò que torben al seu estudi) amb poliuretà seguint el model de Jasper Johns amb la seva Savarin Can With Brushes ('Llauna de Savarin amb pinzells', 1960). Així creen ready-mades simulats. La reconstrucció artística de la realitat es du a terme presentant l'objecte en un context on aquest es torni artístic. Aquesta idea de Duchamp és la que posen en pràctica Jasper Johns i més tard Fischli i Weiss. L'objecte d'ús quotidià passa a ser centre de mirades dins un museu. Pren valor simbòlic. Aquesta atenció a la quotidianitat encaixa a la perfecció amb la recerca artística d'ambdós artistes.
La seva preocupació per la banalitat moderna els durà a fer un viatge fotogràfic. D'aquí en sortirà un sèrie de fotografies impersonals centrada en els avions i aeroports, Airports ('Aeroports', 1990), a més de milers de fotografies generals de paisatges bonics i agradables que es van exposar totes juntes, en petit i formant una quadrícula el 2001 sota el títol Sichtbare Welt ('Món visible').
Durant els quatre últims anys de la seva col·laboració, experimenten un gir cap al minimalisme. Crearan escultures molt simples de fang cru i cautxú negre en forma de tubs, i geometries senzilles.
El 2003 guanyen el Lleó d'Or a la millor obra a la Bienal de Venècia, amb Questions ('Preguntes', 2002), en la qual es projectaven mil preguntes en una paret en grups de tres des de És cert que s'han trobat restes extraterrestres en el iogurt? fins a Puc restaurar la meva innocència? Aquesta obra fou presentada per primer cop el 1980 sota la forma de dibuixos. El 2000 ja serà projectada en versió reduïda (3 projectors) a Basilea i a la Biennale de Venezia (2002-2003) amb 15 projectors i en diverses llengües.